# Kloster Tresije

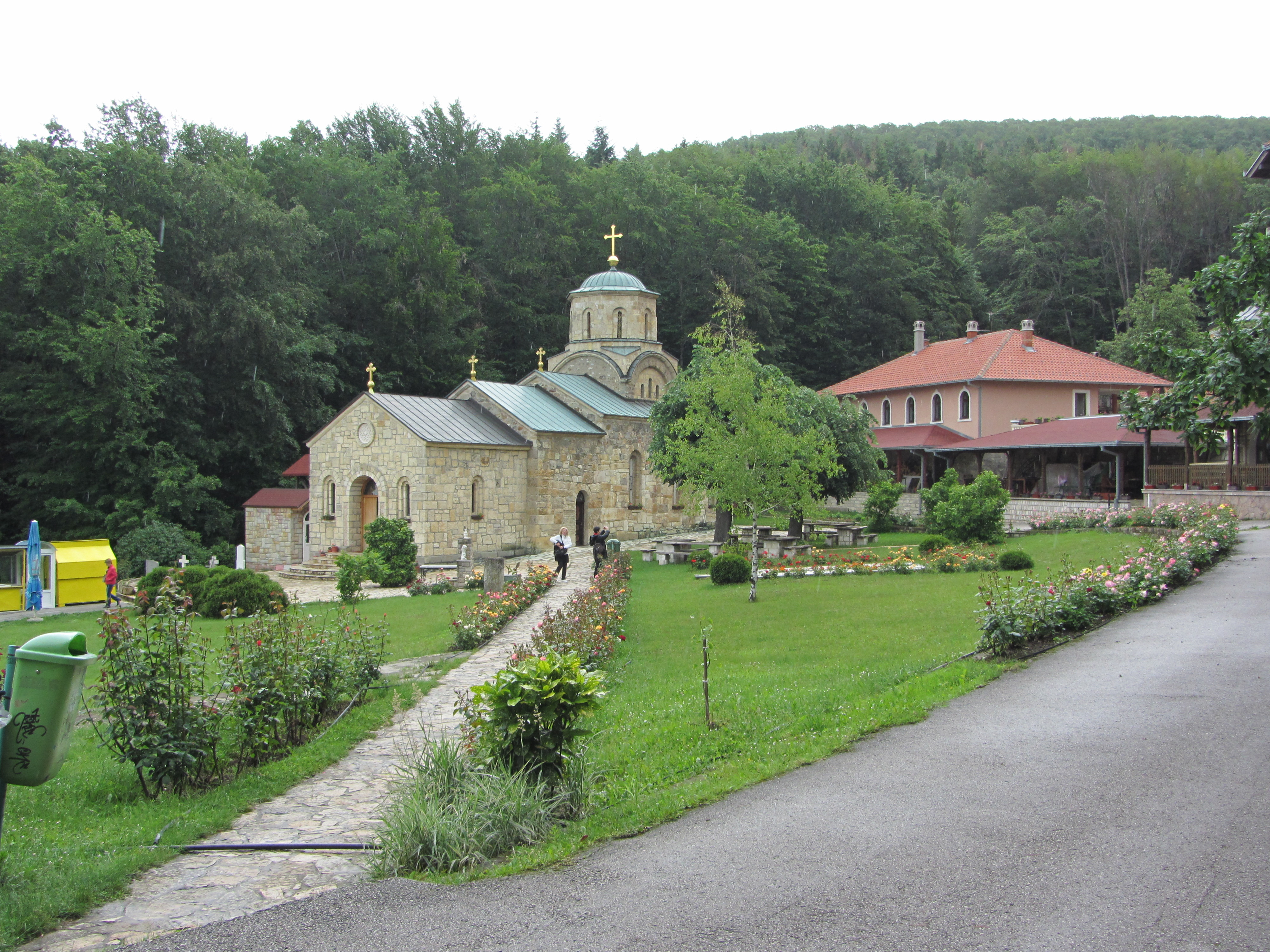
Kloster Tresije

Das Kloster Tresije ist ein serbisch-orthodoxes Kloster nahe von Sopot, Serbien. Es gehört zur Eparchie Šumadija.

## Geschichte
Das Kloster wurde im Jahr 1309 während der Herrschaft des Königs Stefan Dragutin gegründet.
Es befindet sich am Berg Kosmaj in der Nähe der Kleinstadt Sopot. Gewidmet wurde das Kloster den Erzengeln Michael und Gabriel. Den Namen Tresije bekam es nach dem in der Nähe verlaufenden Bach Tresije.
Das Kloster wurde mehrere Male zerstört und wieder neu errichtet. Der erste Wiederaufbau war im Jahr 1709. Am Ende des 18. Jahrhunderts wurde das Kloster wieder zerstört. Der Wiederaufbau von 1936 wurde durch den Ausbruch des Zweiten Weltkriegs unterbrochen und erst in den 1990er Jahren vollendet.